# Casa Armet
La Casa Armet és un edifici modernista projectat per l'arquitecte Ferran Romeu i Ribot l'any 1898 i situat a l'Avinguda de Gràcia de Sant Cugat del Vallès (Vallès Occidental). És una obra inclosa en l'Inventari del Patrimoni Arquitectònic de Catalunya.

## Descripció

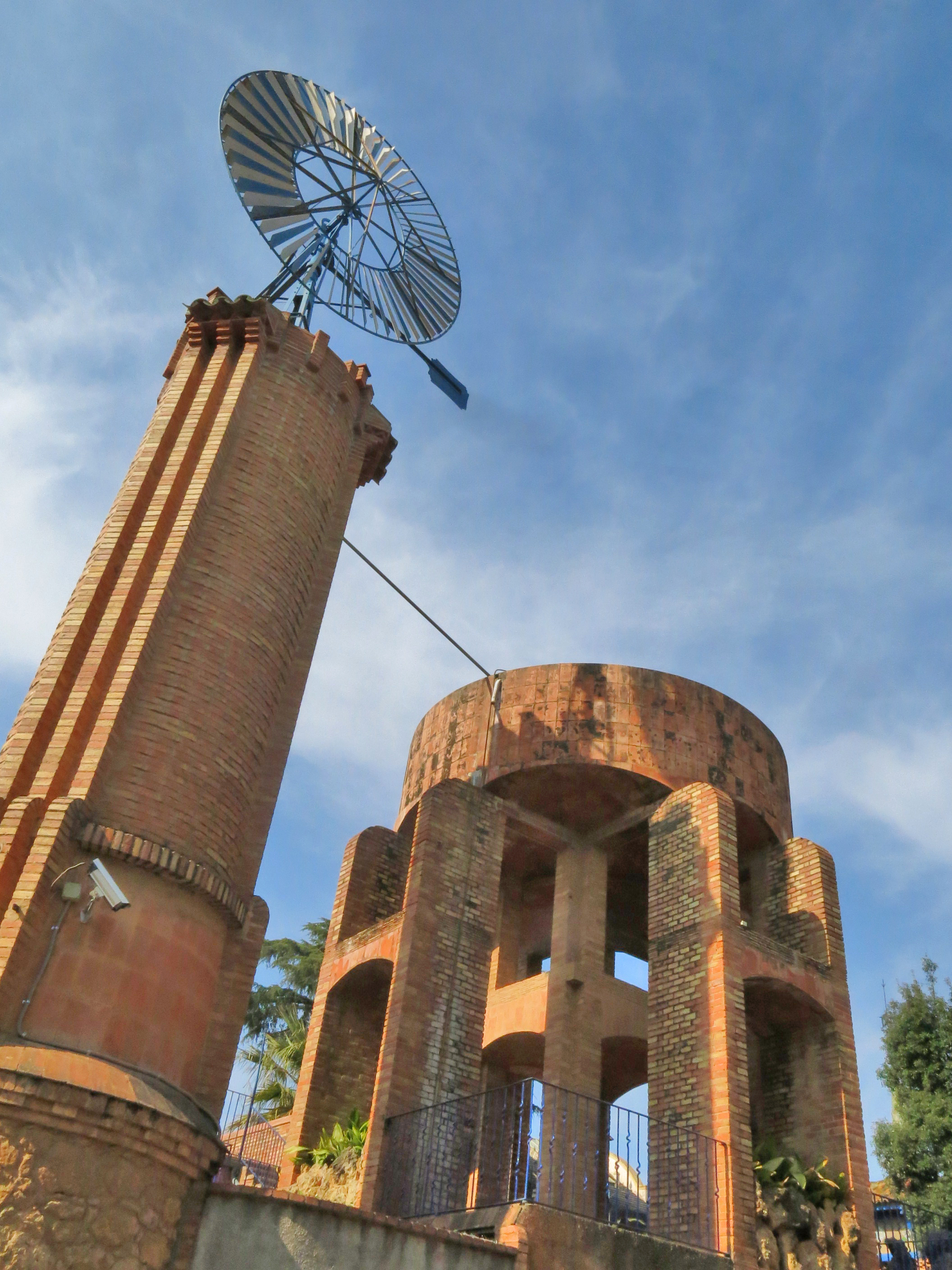
Molí de vent i dipòsit d'aigua

Es tracta d'un habitatge unifamiliar tractat amb disposició asimètrica. Consta de diferents cossos, el més important o principal està destinat a l'habitatge i té un planta baixa i dos pisos ambdues façanes al jardí i una mitgera. Els materials de construcció són : obra de fàbrica, paredat comú, i està decorada amb rajoles de trencadís i d'espiga i en alguns casos el mateix totxo formant arcs ogivals. Dins de l'estructura de la casa s'alça una torre de planta encreuada amb acabament cònic allargat. Les altres construccions estan formades per garatge, habitatge auxiliar, torre de dipòsit i molí de vent. Són de construcció més senzilla en el mateix tractament de l'aparell de totxos combinats amb arrebossat.